# Robert Bloch
Robert Bloch fou un escriptor estatunidenc dedicat sobretot al gènere negre: misteri, terror, policíac i de ciència-ficció.